# Promise / Star
Singles de Kumi Kōda
Flower
(2005) You
(2005)
Promise / Star est le 18e single de Kumi Kōda sorti sous le label Rhythm Zone le 7 septembre 2005 au Japon. Il atteint la 4e place du classement de l'Oricon. Il se vend à 34 589 exemplaires la première semaine, et reste classé pendant 14 semaines, pour un total de 61 312 exemplaires vendus. Il sort en format CD et CD+DVD, les deux formats sont disponibles avec le choix entre deux pochettes, la pochette Promise avec Kumi assise, portant une robe couleur or sur un fond blanc; et la pochette Star  avec Kumi allongé de manière sexy, portant un soutien-gorge et des plumes noir sur un fond noir et jaune.
Promise a été utilisé sur TV Asahi. Star a été utilisé pour une campagne publicitaire pour Nintendo DS. Promise se trouve sur deux compilations, Best: Bounce and Lovers et Best: First Things où se trouve également Star.

## Liste des titres
Toutes les paroles sont écrites par Kumi Kōda.
| 1. | Promise                | Daisuke "D.I" Imai | 4:48 |
| 2. | Star                   | Kosuke Morimoto    | 4:07 |
| 3. | Promise (instrumental) | Daisuke "D.I" Imai | 4:48 |
| 4. | Star (instrumental)    | Kosuke Morimoto    | 4:03 |

| 1. | Promise              |  |
| 2. | Star (short version) |  |
| 3. | Making of            |  |